# 린든 핀들링 국제공항

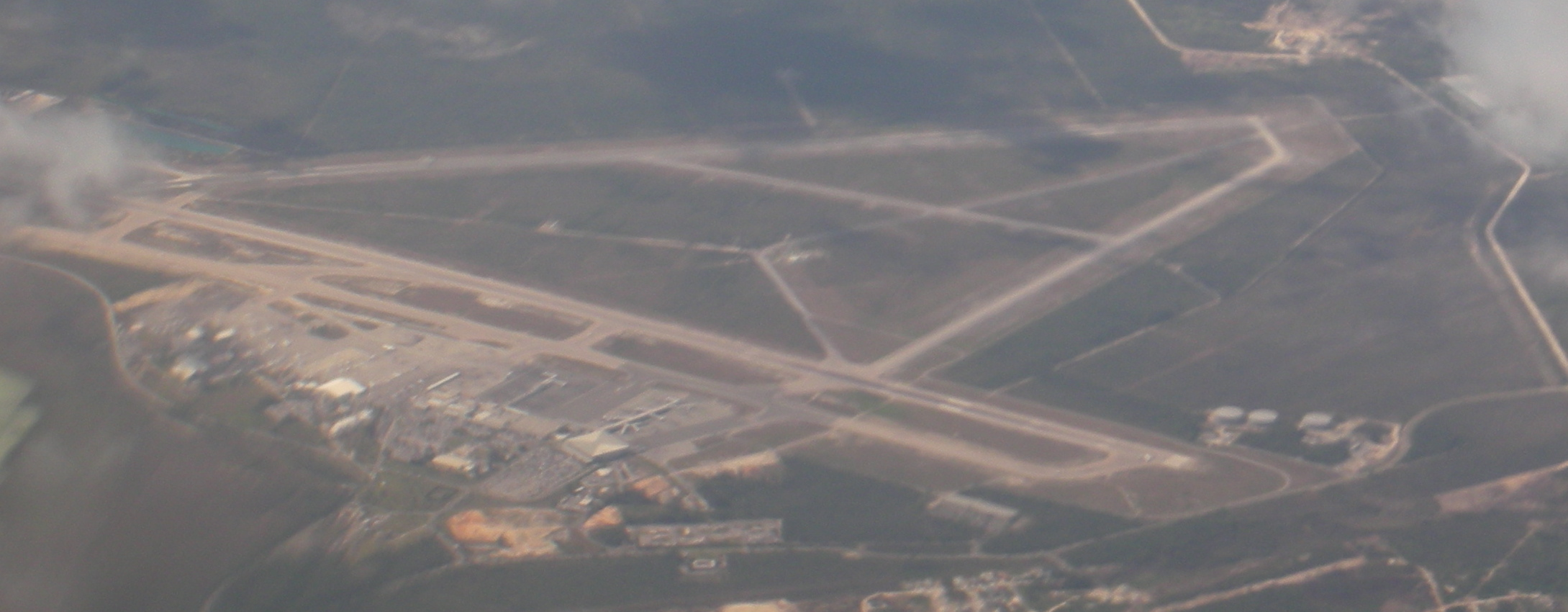

린든 핀들링 국제공항(Lynden Pindling International Airport, IATA: NAS, ICAO: MYNN)은 바하마 최대의 공항이자 바하마 최대의 국제 게이트웨이이다. 바하마 항공, 웨스턴 에어, 파인애플 에어의 주요 허브 공항이다. 이 공항은 수도 나소 주변 뉴프로비던스섬의 서부에 위치해 있다. 이 공항의 이름은 바하마의 제1대 총리 린든 핀들링의 이름에서 비롯되었다.